# Epeolus lutzi
Epeolus lutzi är en biart som beskrevs av Cockerell 1921. Epeolus lutzi ingår i släktet filtbin, och familjen långtungebin. Inga underarter finns listade i Catalogue of Life.